# گرچیچ
گرچیچ (به صربی: Grčić) یک منطقهٔ مسکونی در صربستان است که در ناحیه ماچوا واقع شده‌است.